# Aepopsis robini robini
Aepopsis robini robini é uma subespécie de insetos coleópteros pertencente à família Carabidae.
A autoridade científica da subespécie é Laboulbene, tendo sido descrita no ano de 1849.
Trata-se de uma subespécie presente no território português.